# Seznam kvestorů Masarykovy univerzity

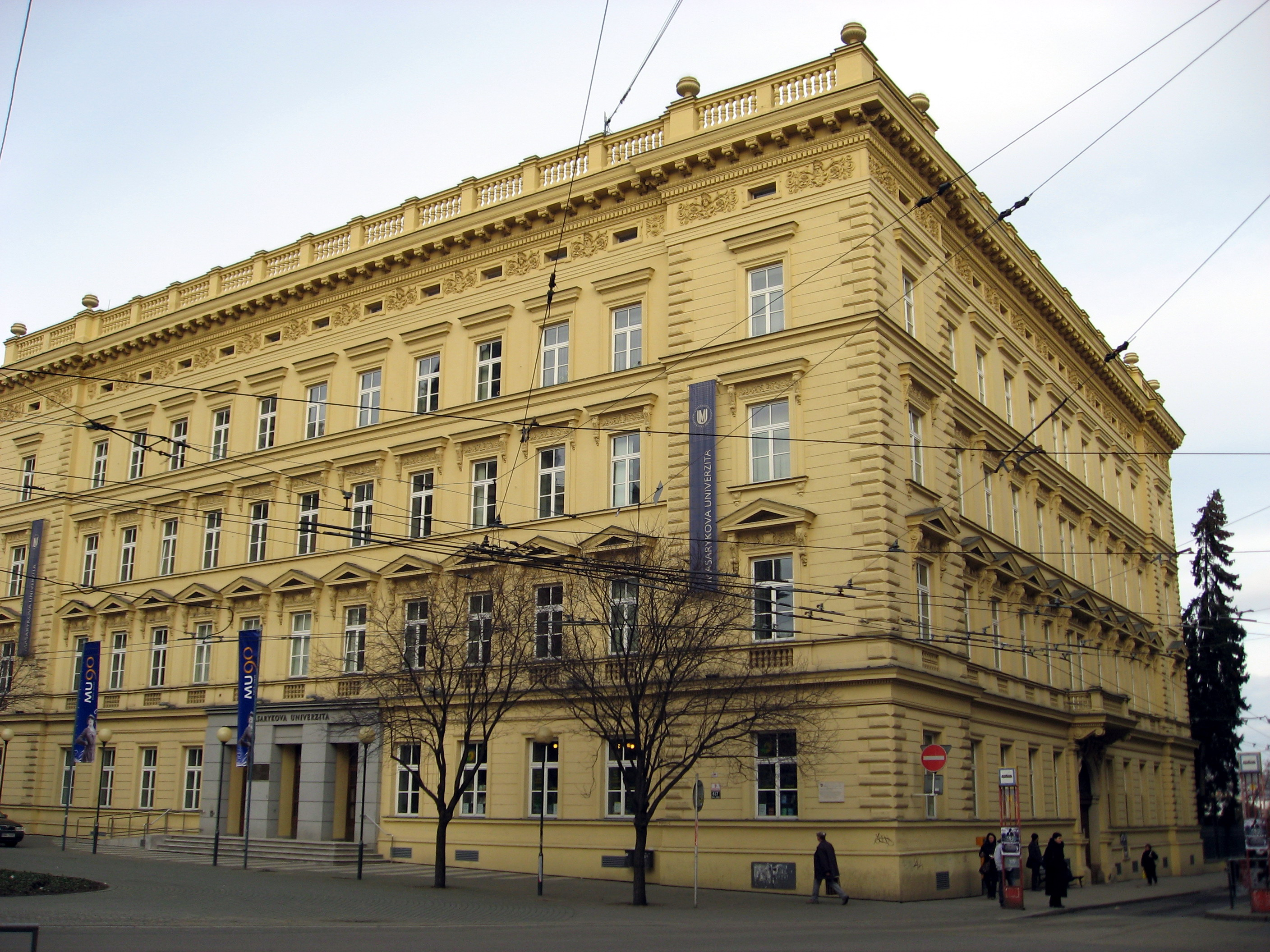
Budova rektorátu Masarykovy univerzity, kde kvestor sídlí

Toto je chronologický seznam kvestorů Masarykovy univerzity (MU) se sídlem v Brně, která byla založena v roce 1919.

## Seznam kvestorů
1. Antonín Janeček (1919–1938)
2. Stanislav Zháněl (1938–1955)
3. František Kučera (1950/1956–1960)
4. Miroslav Vahala (1960–1975)
5. Antonín Brzobohatý (1976–1987)
6. Josef Burda (1987–1991)
7. František Gale (1991 – 30. dubna 2003)
8. Ladislav Janíček (1. července 2003 – 31. srpna 2011)
9. Jan Vitula (1. září 2011 – 31. března 2012)
10. Ladislav Janíček (1. dubna 2012 – 31. srpna 2014)
11. Michal Sellner (1. září 2014 – 31. října 2014, pověřený výkonem funkce)
12. Martin Veselý (1. listopad 2014 – 16. srpna 2016)
13. Emilie Zichová (od 17. srpna – 31. října 2016, pověřená výkonem funkce)
14. Marta Valešová (1. listopadu 2016 – 31. října 2024)
15. David Póč (od 1. listopadu 2024)